# Michiel De Malsche

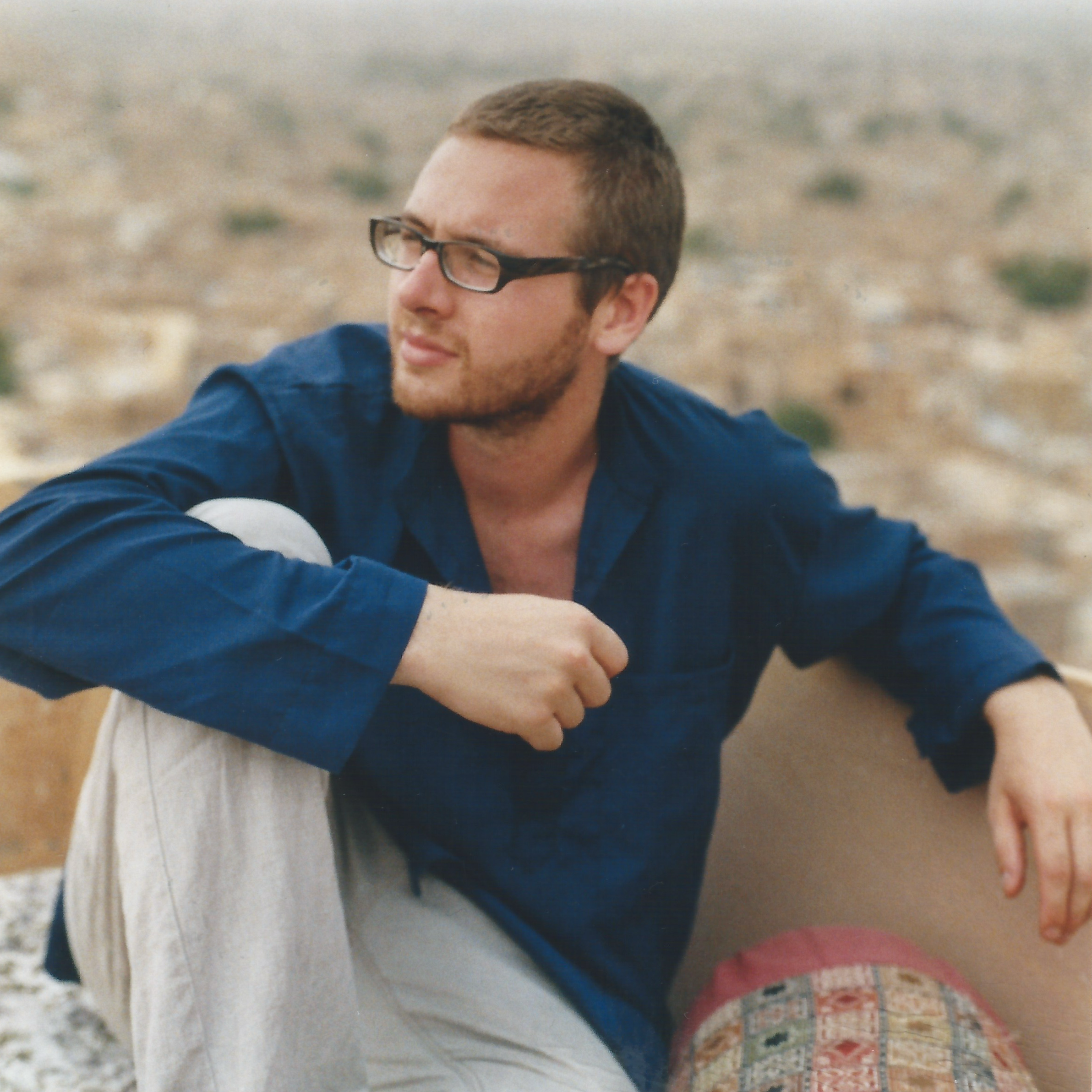

Michiel De Malsche (1982) is een Belgisch componist, producer, multi-instrumentalist en sound designer.
Hij componeert/ produceert eigen werk en soundtracks voor hedendaagse dans, theater, films, documentaires et cetera en is actief als studiomuzikant, platenproducer, orkestrator, arrangeur & docent.
Michiel heeft muziek uitgebracht op onder andere Meakusma, Rotkat Records, Deep Medi en One Instrument Records. Hij componeerde, arrangeerde en/of produceerde muziek voor artiesten als Brussels Philharmonic, Sturm Und Klang, Fabrizio Cassol, Emanon Ensemble, Mala, A Taste of Struggle, I Solisti del Vento, Akala, Adilia Yip, Roland & Florian Peelman, Thelema Trio, Hantrax, Manou Gallo, The Ghent Conservatory Symphonic Orchestra & Symphonic Band, het Ragazze String Quartet, en vele anderen.
Als filmcomponist componeerde hij muziek voor producties van BBC2, Canvas, ARTE, VPRO en vele kortfilms van veelbelovende jonge regisseurs & filmstudenten. In de wereld van theater en hedendaagse dans creëerde hij soundtracks voor producties van De Kopergietery, Het Paleis, Bronks, De Rotterdamse Schouwburg, M.A.F., Fabuleus, Het Zuidelijk Toneel, Theater aan het Vrijthof, Das Oldenburgisches Stadstheater, enzovoort.
Hij studeerde aan het Conservatorium van Rotterdam en behaalde een master in klassieke muziekcompositie aan het Conservatorium van Gent en een educatieve master in de kunsten aan het Conservatorium van Antwerpen. Zijn persoonlijke artistieke werk werd over de hele wereld uitgevoerd.

## Composities (selectie)
- 'Mal/Oxin-Suite' (solo marimba).
- 'Eleven Days' (symfonieorkest).
- 'A wrong impression' (symfonieorkest)
- 'The Discomfort Of Evening' (lp, Book Soundtrack, Meakusma Records)
- 'In Progress' -a symphonic poem about life'- (symfonisch orkest, solisten, elektronica)
- 'Samhain' (Harmonieorkest, koren, percussie-ensemble, orgel)
- 'Hydro/Scam': voor (balafoon, altviool en piano)
- 'The Source' (kamerorkest)
- 'Ouverture for the new Climate' (harmonieorkest)
- 'March Of Ignorance' (harmonieorkest)
- 'Lost On Planet Guso' (symfonieorkest, tape & orgel)
- 'The Xenophobic Wanker' (marimba en trombone)
- 'An Unspeakable Hunch' (basklarinet, baritonsax, piano)
- 'Death' (3 sopranen, fluit, hobo, Strijktrio, harp)
- 'Expulsion Propeller' (strijkkwartet, piano, synths)
- 'Ode to the Music Goddess' (gemengd koor)
- 'Autumn Cycle' (viool, piano)
- 'Ear Cycle' (cello solo)
- 'Piano Cycle' (piano solo)
- 'Piroquara' (strijkorkest, elektronica)
- 'Die Mannschaft geht los' (strijkorkest + piano)
- 'De Zwarte Beek' (symfonieorkest)
- 'We Are All Neighbours' (altviool en piano)

## Soundtracks (selectie)
- 'Van Eyck - La tentation du réel' (Les Productions des Vergers, Visualantics, Arte)
- 'Nosferatu, eine Symphonie des Grauens' (nieuwe soundtrack feat. Romek Maniewski, Hantrax, Bert Dockx).
- 'The Ruins Of Empires' (BBC two, soundtrack in samenwerking met o.a. Mala, Regie: Andy Serkis)
- 'Shelter': VR Documentaire. Regie: Sjors Swierstra.
- 'Roleplay': Short Movie by Kit Loyd. Regie: Kyle Jon Shephard.
- 'Sideline': Documentaire. (Canvas, Visualantics).
- 'Tegenlicht': ‘Freezing Fertility’ (docu, VPRO)
- 'Tegenlicht': ‘Europa Spoort Niet’ (docu, VPRO)
- 'Tegenlicht': 'De Moeder van alle Mythen' (docu,  VPRO)
- 'Labour of Love' (Audrey Apers, Jan Deboom, Krizstina de Châtel).
- 'Zoo doen ze de dingen' (dans, Randi De Vlieghe, Het Paleis)
- 'The Happy Few' (theater, Randi De Vlieghe, Bronks)
- 'When They Fall' (dans, Randi De Vlieghe, Bronks)
- 'Wäldlinge' (dans/ theater, Randi De Vlieghe, Kopergietery & Das Oldenburgisches Stadstheater)
- 'Blauwe Storm' (dans, Randi De Vlieghe, Moldavië vzw & Fabuleus)
- 'Nesten': (mime, Fabuleus)
- 'Everland' (hedendaagse dans, Natasha Pire, Fabuleus)
- 'Apocalypso' (Abattoir Fermé feat. Capsule, Zefiro Torna)
- 'Leuke Mieke' (theater, Leen Roels, Fabuleus)
- 'Raarhaar' (theater, Nico Boon, Fabuleus)
- 'Entretemps' (danstheater, Leen Roels, Victoria Deluxe)
- 'Het Huis Huilt' (theater, Kopergietery)
- 'Ruimte-tuig' (theater, Platform-K, Eline Kuppens)
- 'Het Oor van Maria' (Installation, Wanda Eyckerman)
- 'Ronja De Roversdochter' (theater, D'amor)
- 'Floor' (theater, Kris De Hooghe)
- 'Het Bloedmooie Mensenmeisje' (danstheater, science fiction, Kris De Hooghe)
- 'Big City' (street musical, Kris De Hooghe)
- 'XY populate'' (stille film, soundtrack)
- 'Ju Pjeird Nechreira' (cd + boek feat. Steffie Van Cauter)
- 'A la maison, s'il vous plaît' (cd + boek)
- 'Belching' (live soundtrack, Port Actif)
- 'Bouta' (Productiehuis Rotterdam, Marjolijn Van Heemstra)
- 'Private Objects' (Nezaket Ekici, installatie)
- 'Gudu' (installatie)
- 'Sleepwave' (Application)

## Discografie
- 2022: 'The Discomfort of Evening' (full album on Meakusma Records)
- 2025: 'Blocks' (full album on One Instrument Records)
- Discografie op Discogs

## Bands
- Michiel De Malsche & His Orchestra
- Michiel De Malsche, solo
- Hantrax, Yip & De Malsche
- Wolo:Birth
- Expulsion Propeller
- A/T/O/S
- Ndiatte
- Doylu
- The Loners
- La Bastide

## Films
- 2023: 'Gudu'